# Ctenophorus scutulatus
Ctenophorus scutulatus är en ödleart som beskrevs av  Edward Charles Stirling och ZIETZ 1893. Ctenophorus scutulatus ingår i släktet Ctenophorus och familjen agamer. Inga underarter finns listade i Catalogue of Life.